# Síndrome de Joubert
La síndrome de Joubert és un trastorn genètic rar, en el qual apareixen trastorns psicopatològics que poden ser confosos amb els d'algunes afeccions mentals, com l'autisme. És causat per l'agènesi o la hipoplàsia del vermis del cerebel (en concret dels cilis de la membrana plasmàtica de les seves cèl·lules, els quals mouen el líquid cefalorraquidi), juntament amb l'elongació dels peduncles cerebel·losos superiors i una morfologia alterada del tronc de l'encèfal.

## Símptomes i anomalies
Els principals signes i símptomes neurològics de la síndrome de Joubert apareixen molt d'hora en la infància. La major part dels nens que la pateixen mostren precoçment discapacitat motriu fina i gruixuda. Tot i que altres característiques de la síndrome varien àmpliament d'un individu a un altre, en general es troben sota el segell distintiu de la participació del cerebel o, en aquest cas, de l'alteració morfològica i funcional d'aquest. En conseqüència, les característiques més freqüents inclouen l'atàxia (manca de control muscular), hiperpnea (patrons respiratoris anormals), apnea del son, moviments anormals dels ulls i la llengua, i hipotonia en la primera infància. També es poden produir altres malformacions, com ara polidactília (dits de més a més), llavi o paladar fes, anormalitats de la llengua i convulsions. Els retards del desenvolupament, inclosos els cognitius, estan sempre presents fins a cert punt. El signe cerebel·lós anomenat de la dent molar (absència del vermis i disposició horitzontal d'ambdós peduncles superiors) és una troballa radiològica molt indicativa, sense ser patognomònica, de la sindrome.
Aquells que pateixen d'aquesta síndrome sovint presenten trets facials específics, com un front ample, celles arquejades, ptosi (parpelles caigudes), hipertelorisme (ulls massa separats), orelles d'implantació baixa i una boca en forma de triangle. Addicionalment, aquesta malaltia pot incloure una àmplia gamma d'altres anomalies a diferents òrgans i sistemes; com ara atròfia del nervi òptic, estrabisme, coloboma, distròfia de la retina, malalties renals, malalties hepàtiques, deformitats esquelètiques i problemes endocrins (hormonals).

## Factors genètics
Se sap molt poc sobre quin o quins són els gens que desencadenen l'aparició de la síndrome.
De moment, l'anomalia s'ha lligat a la deleció del cromosoma 9q 34 (trobada en una família consanguínia àrab) i del cromosoma 17p 12 (trobada en un pacient en el que coexistia una síndrome de Smith-Magenis amb la de Joubert). Tot i així, els investigadors no s'han posat d'acord en la identificació dels gens i locus implicats en l'origen de la síndrome de Joubert.
Els últims estudis associen l'existència de mutacions en el gen ARL3, que sintetitza la proteïna Arl13b implicada en la formació (i probablement també l'activitat funcional) dels cilis primaris de les cèl·lules del cerebel, amb aquesta síndrome. La proteïna és necessària per al correcte funcionament d'un sistema de transport de proteïnes en els cilis primaris.

## Diagnòstic
El diagnòstic es basa en dades radiològiques i clíniques. Mitjançant una ressonància magnètica es pot observar la falta total o parcial del vermis cerebel·lós, l'eixamplament del quart ventricle, l'absència del pas dels cilindroeixos d'un hemisferi cerebral a l'altre (decussació piramidal) i la presència d'una fossa posterior del crani normal o massa petita.
De forma histològica és freqüent trobar agenèsia del vermis, displàsia en la unió pontomesencefàlica i del bulb raquidi o fragmentació de diversos nuclis del mesencèfal.
A l'hora de realitzar un diagnòstic diferencial, s'utilitzen com a referència comparativa altres afeccions amb una malformació del vermis en la seva etiopatogènia, com la síndrome de Dandy-Walker, la síndrome orofaciodigital tipus XI, la síndrome orofaciodigital tipus IV o la síndrome de Senior-Løken.

## La síndrome en l'actualitat
La síndrome de Joubert és una malaltia rara, és a dir, amb pocs casos diagnosticats. Per aquest motiu, els estudis referents a ella són molt escassos i no existeix cura alguna de moment.
Les famílies que conviuen amb algun malalt d'aquesta anomalia ho fan de forma semblant a les que conviuen amb malalts de síndrome de Down o autistes. A poc a poc van integrant-se en la societat, però a un ritme més lent que el normal, amb l'ajut de plans de fisioteràpia i rehabilitació adequats al seu particular grau de discapacitat.
Diverses associacions, com la FEDER (Federació Espanyola de Malalties Rares), EURODIS (European Organisation for Rare Diseases) o la Joubert Syndrome Foundation & Related Cerebellar Disorder que, sense ànim de lucre, proporcionen informació a les persones afectades, promocionen teràpies enfocades al desenvolupament psíquic i psicomotor dels afectats, millorant la seva qualitat de vida, i fomentant el coneixement de la malaltia pels metges i la societat.